# Gare du Raincy - Villemomble - Montfermeil
La gare du Raincy - Villemomble - Montfermeil est une gare ferroviaire française de la ligne de Paris-Est à Strasbourg-Ville, située sur le territoire des communes du Raincy et de Villemomble, dans le département de la Seine-Saint-Denis, en région Île-de-France.
Elle porte aussi le nom de la commune de Montfermeil, d'où provenait une ligne de tramway qui cessa son exploitation en 1938. Au XXIe siècle, il faut compter 20 à 30 minutes pour rejoindre Montfermeil depuis cette gare, grâce aux lignes 601, 602 et 603 du réseau de bus Marne et Brie, anciennement TRA.

## Situation ferroviaire
Établie à 64 mètres d'altitude, la gare est située au point kilométrique (PK) 12,980 de la ligne de Noisy-le-Sec à Strasbourg-Ville.

## Histoire

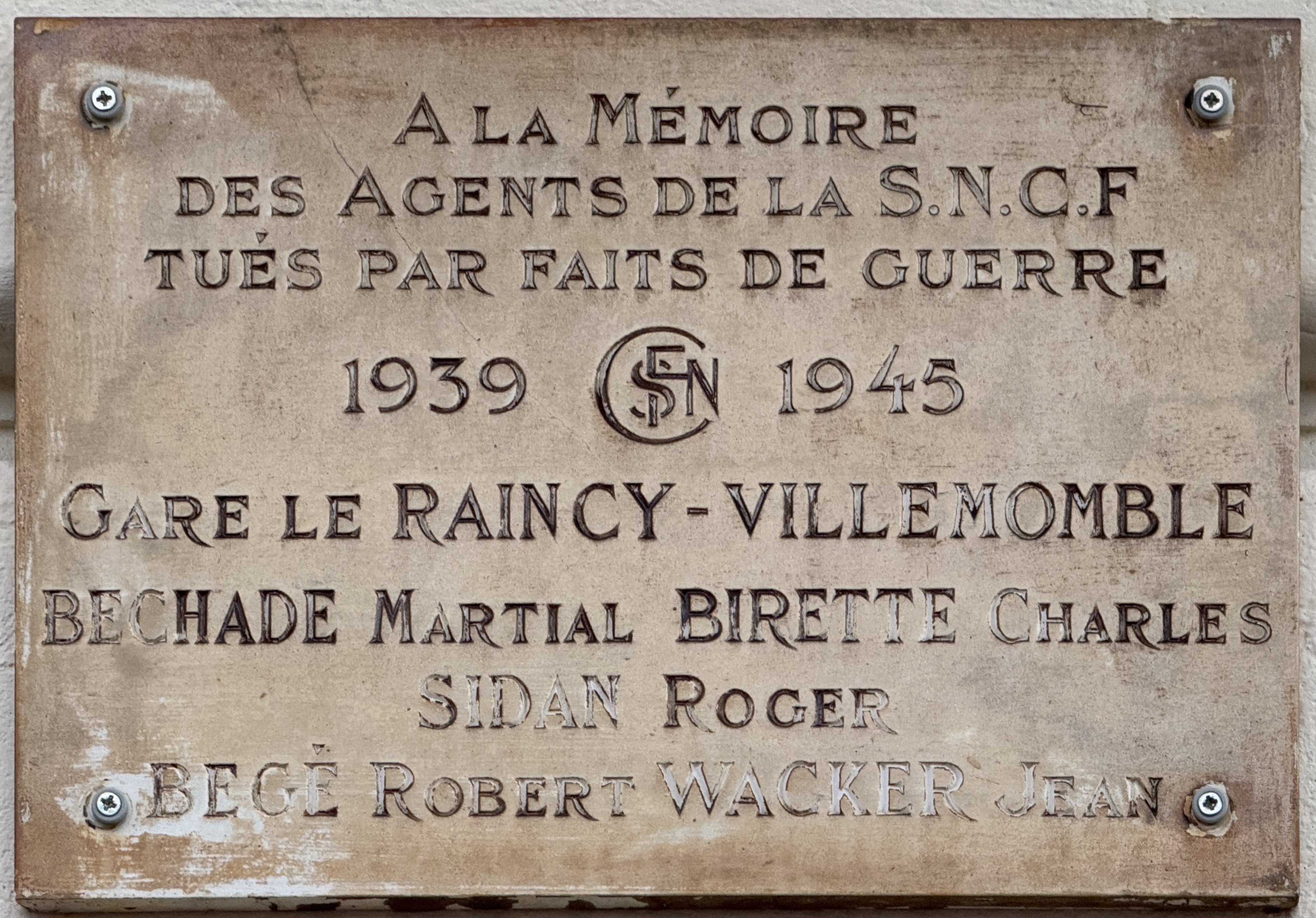
Plaque en hommage à des agents SNCF tués lors de la Seconde Guerre mondiale.

### Les bâtiments de la gare
Le premier bâtiment, qui pourrait être le bâtiment d'origine est un bâtiment voyageurs « Est » de type 11, munie d'un grand pignon transversal et de deux ailes basses qui ont peut-être été allongées ultérieurement.
Les voies, au nombre de deux, n'étaient pas surélevées par rapport à la route et chaque quai possédait une marquise et de grands abris pour les voyageurs.
Au début du XXe siècle, les voies ont été surélevées et une nouvelle gare a été édifiée.
- Le viaduc sur lequel circule le chemin de fer est percé d'arcades décorées de pierre dans le style Beaux-Arts qui accueillent toutes les structures à disposition des voyageurs (couloirs, salle d'attente, guichet…) ; des escaliers donnent sur deux quais en îlot desservant quatre voies.
- Un second bâtiment, adossé au viaduc, servant autrefois de bâtiment de service et de logement de fonction pour le chef de gare, est utilisé comme commissariat de police.

Cette nouvelle gare est pratiquement identique à celle, construite à la même époque, lors de la mise à quatre voies de la ligne à Gagny. Cependant, il existe des différences de style entre ces deux gares.

### Anciens tramways

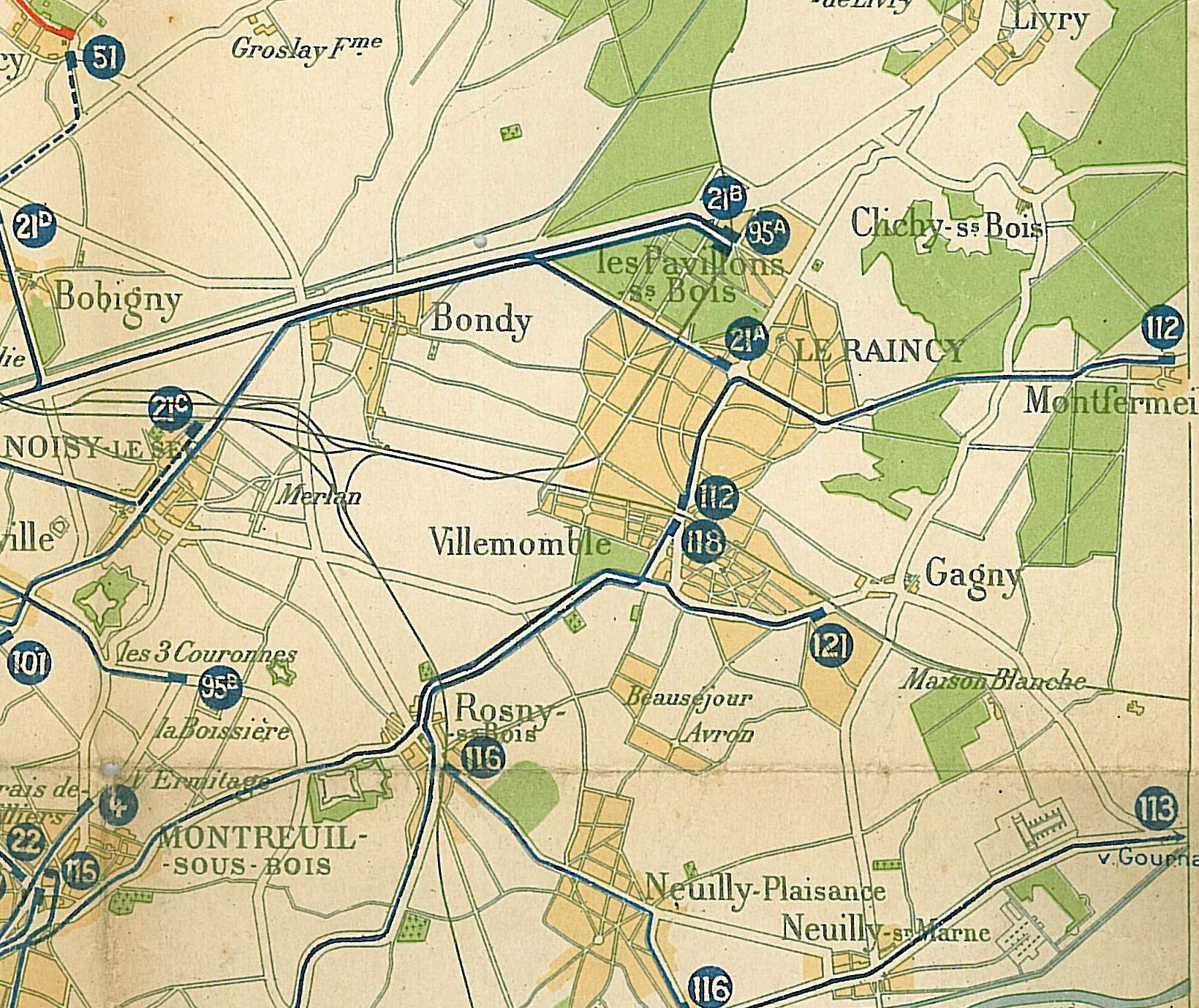
Le réseau de tramways de la STCRP en 1925 autour de la gare du Raincy.

La gare était le terminus de deux anciennes lignes de tramway : 
- celle du tramway du Raincy à Montfermeil, ouverte en 1890, et qui fut la dernière ligne des anciens tramways de la Société des transports en commun de la région parisienne (STCRP), puisqu'elle cessa son exploitation, sous le no 112, le 14 avril 1938 ;
- la ligne 6 des Nogentais, qui reliait la place de la République à Paris à la gare du Raincy - Villemomble - Montfermeil en passant par l'avenue de la République, le boulevard de Ménilmontant, l'avenue Philippe-Auguste, la place de la Nation, le cours de Vincennes à Paris, la porte de Vincennes puis, à Vincennes, les rues des Laitières, de Fontenay et le cimetière ancien de Vincennes, Defrance, le carrefour des Rigollots à Fontenay-sous-Bois, le cimetière nouveau de Vincennes, la gare de Rosny-sous-Bois et la Grande-rue, et dont l'exploitation cessa sous le no 118 de la STCRP.

### Fréquentation
En 2023, selon les estimations de la SNCF, la fréquentation annuelle de la gare est de 6 921 819 voyageurs.

## Service des voyageurs

### Accueil
La gare comporte quatre accès, dont deux qui envoient les voyageurs vers le cours de la Gare côté Le Raincy, tandis que les deux autres vers le boulevard Carnot côté Villemomble.

Accès à la gare
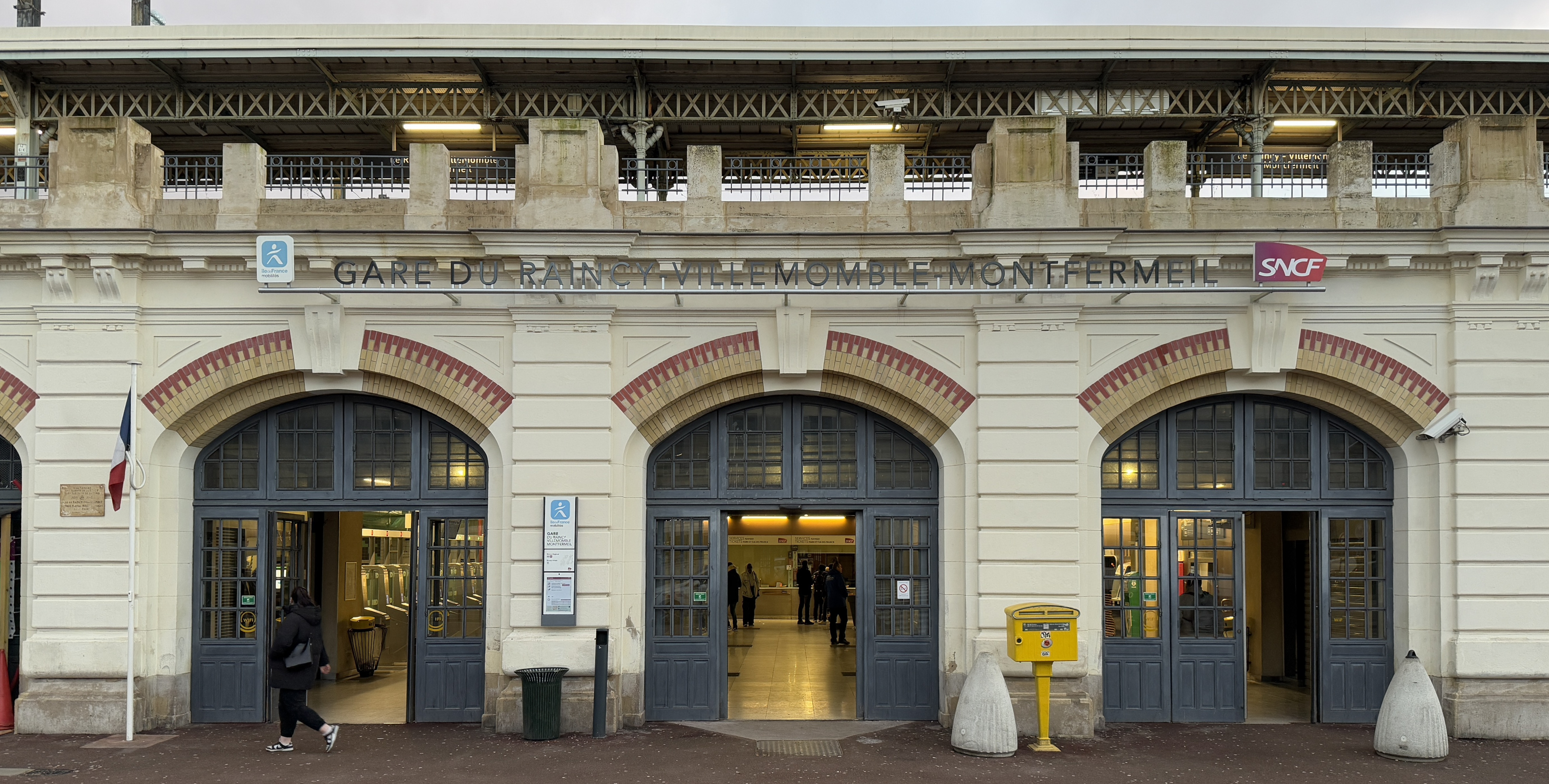
L'accès principal côté Le Raincy.
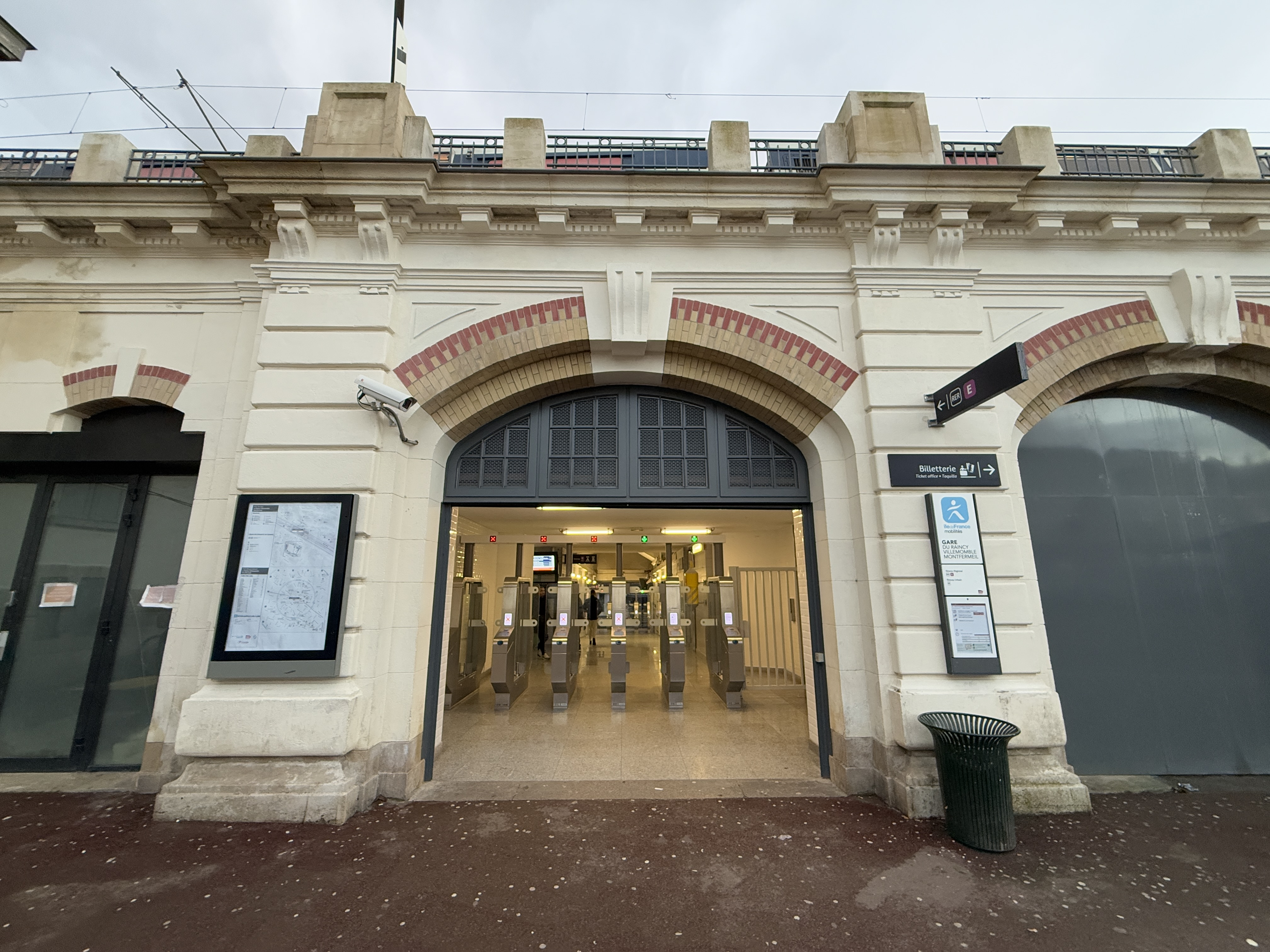
L'accès secondaire côté Le Raincy.
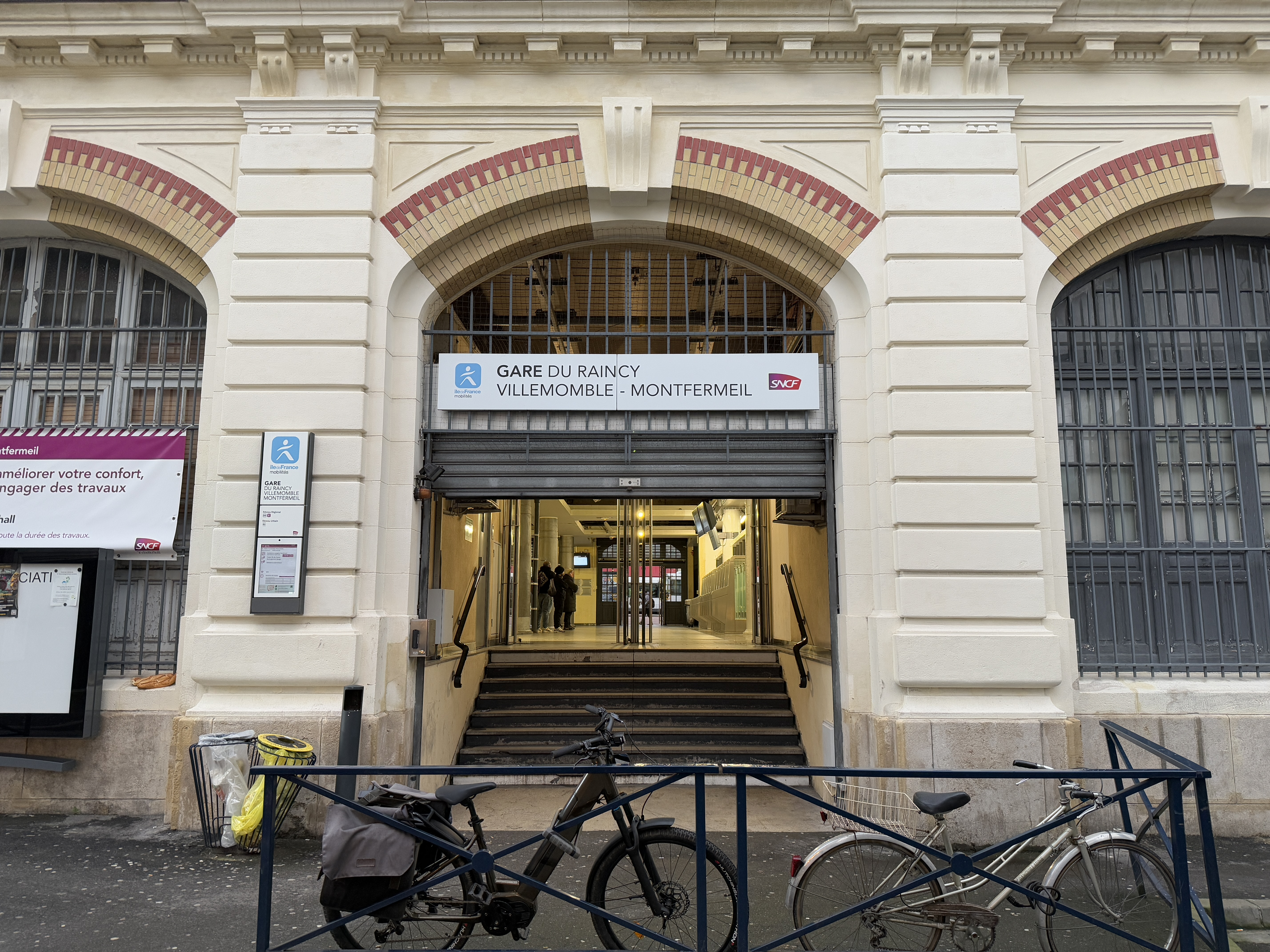
Un des accès côté Villemomble.
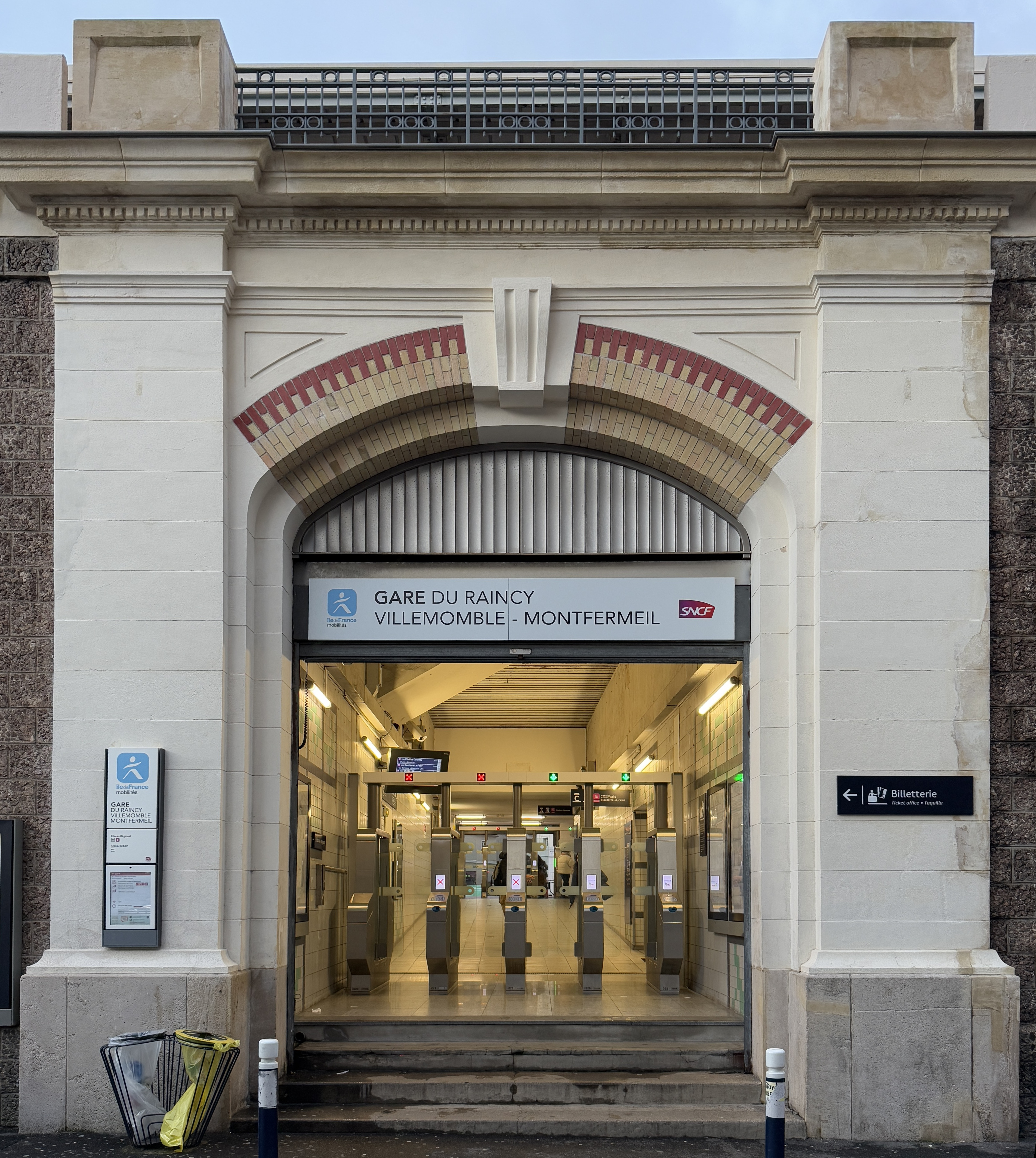
L'autre accès côté Villemomble.

### Desserte

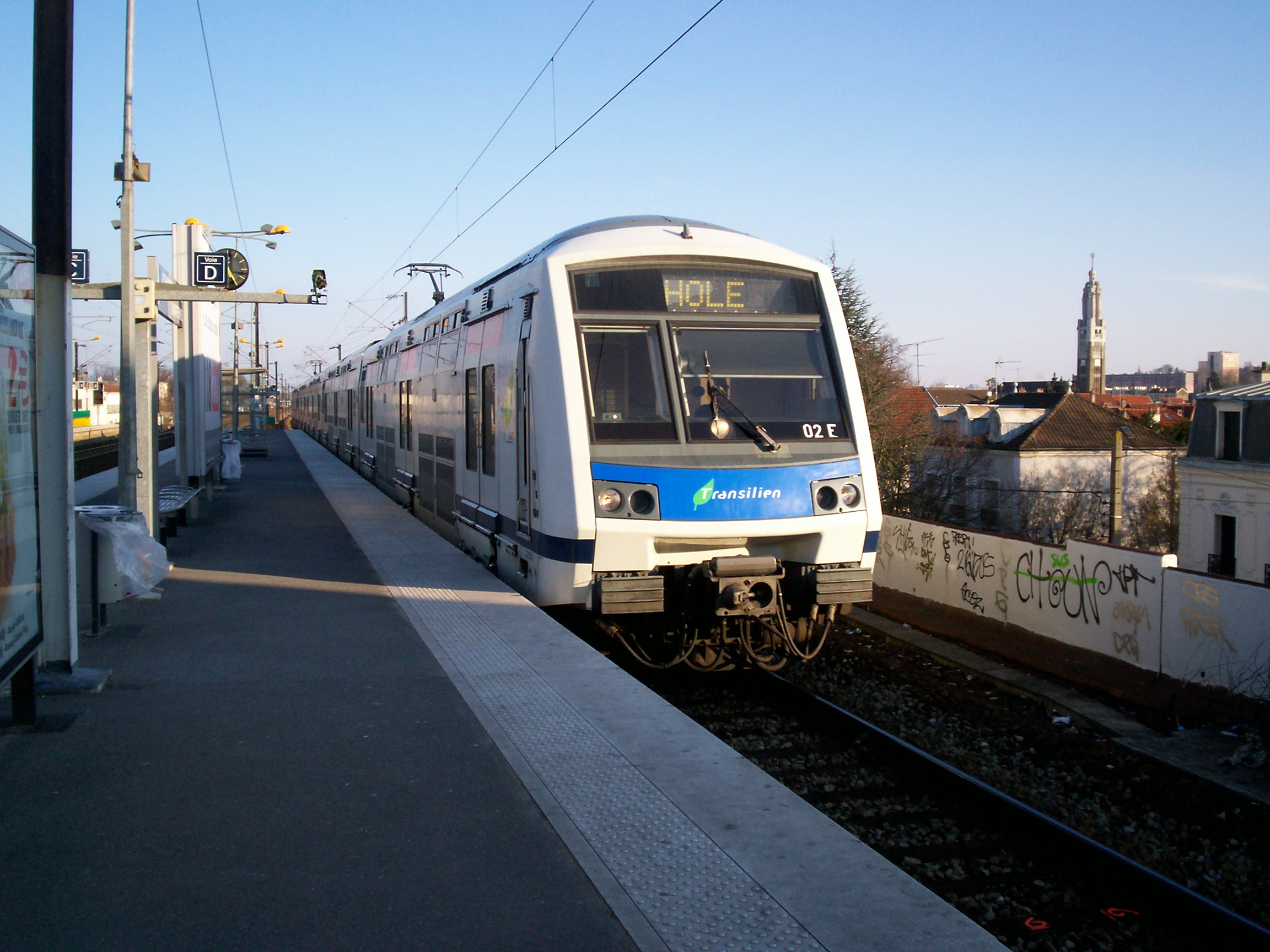
Arrivée du train HOLE (actuellement HISI) en direction d'Haussmann - Saint-Lazare. (mission remplacée par les trains HOCI depuis décembre 2009).

La gare du Raincy-Villemomble-Monfermeil est desservie depuis 1999 par les trains de la ligne E du RER, parcourant la branche E2, ayant pour codes missions :
- COHI : Haussmann - Saint-Lazare vers Chelles - Gournay.
- HOCI : Chelles - Gournay vers Haussmann - Saint-Lazare.

La desserte de la gare est 100% assurée par des trains omnibus, dans les deux sens de circulation.
En semaine, pendant les heures creuses, le week-end et les jours fériés, un train la dessert dans chaque sens tous les quarts d'heure. Pendant les heures de pointe, tous les trains la desservent au rythme de huit trains par heure.

### Intermodalité
La gare est desservie par la ligne 114 du réseau de bus RATP et par les lignes 601, 602, 603 et 605 du réseau de bus Marne et Brie.